# Cistícola de Levaillant
La cistícola de Levaillant (Cisticola tinniens) és una espècie d'ocell passeriforme de la família Cisticolidae pròpia de l'Àfrica austral.

## Descripció

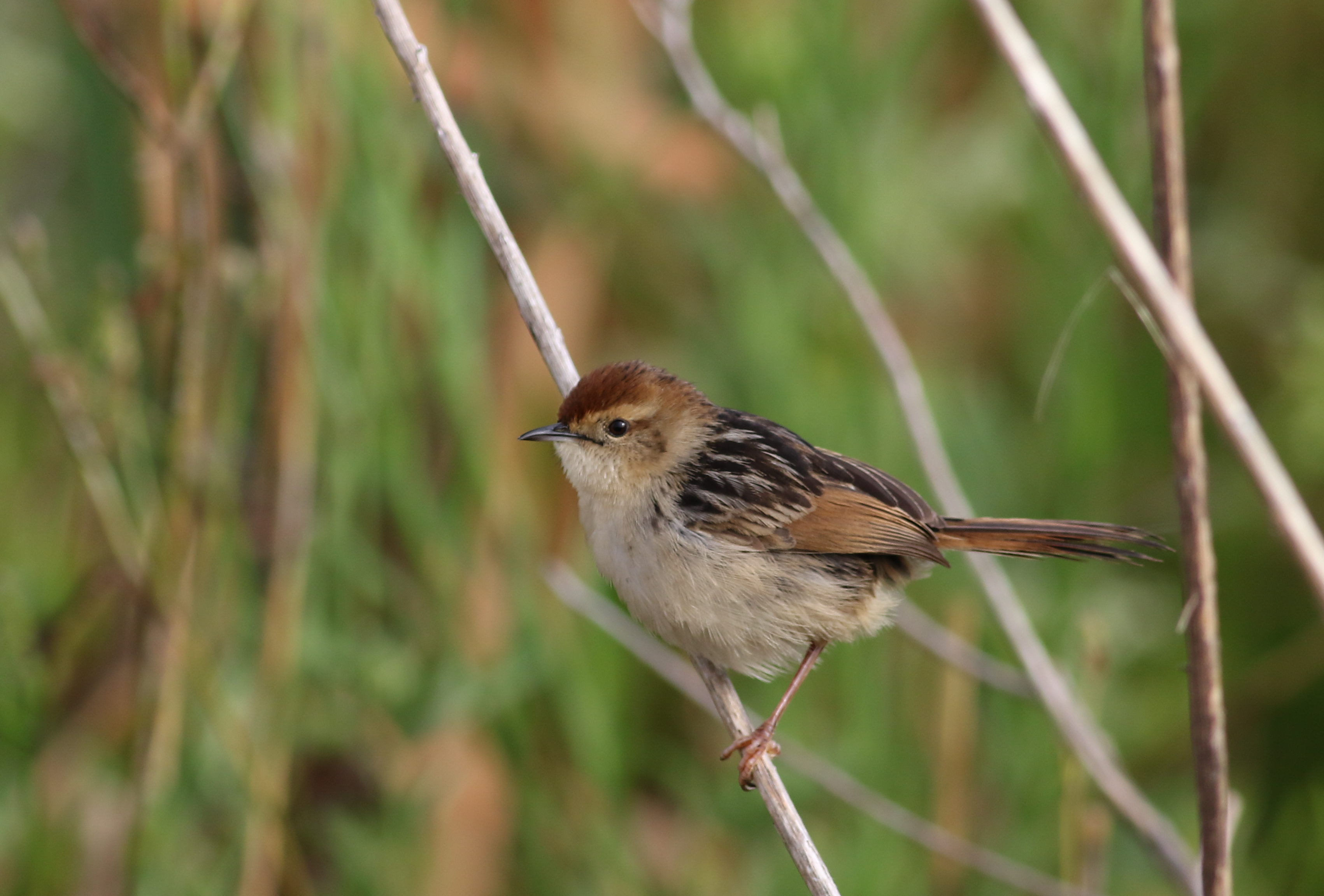
Exemplar amb plomatge nupcial.

És un ocell petit, entre de 12–15 cm de llarg, de plomatge de tons apagats excepte la part superior del cap, cua i una franja en les ales que són de color bru vermellós. Les parts inferiors dels adults en època de cria són grises i les parts superiores són de color terrós i densament vetejades en negre. El front i el pili són de color bru vermellós i també són vermelloses els contorns de les plomes de la cua i les primàries. La llista supraciliar i les galtes són de color camussa en contrast amb la llista post ocular més fosca. El bec és curt i de color marró fosc amb la base rosada. Les potes són de color de color terrós clar. Els ulls els té de color bru clar.
Fora de l'època de cria, els adults tenen l'esquena més terrosa i les parts inferiors més de color camussa, els joves tenen les parts inferiors lleugerament ocre.

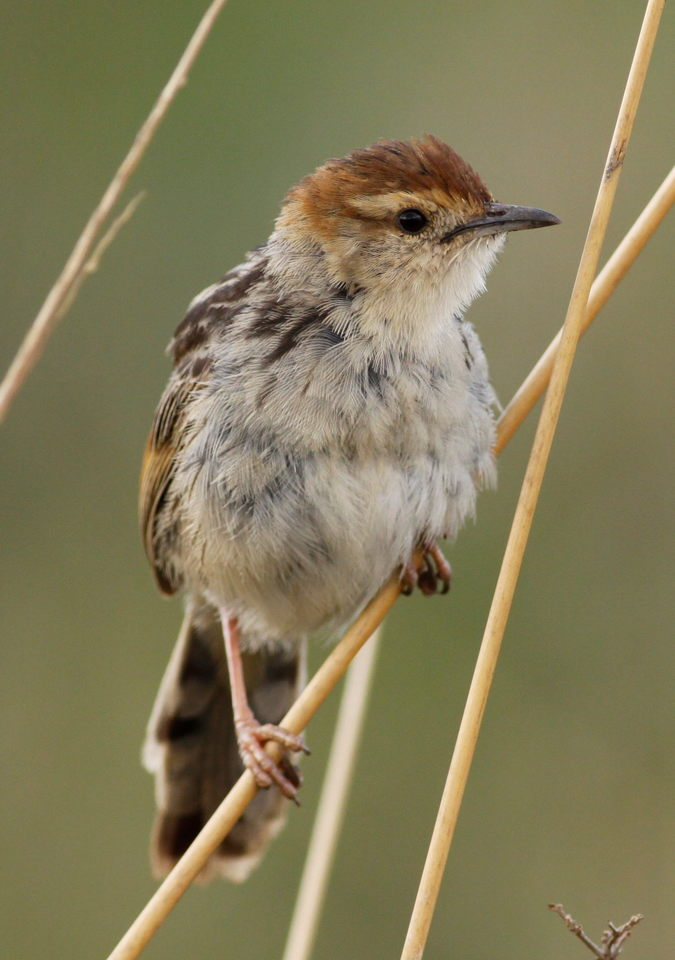
Exemplar en Sud-àfrica.

## Hàbitat i distribució
La cistícola de Levaillant és un ocell sedentari que viu a l'Àfrica austral i en la regió dels Grans Llacs d'Àfrica, des d'Angola i Kenya fins a Sud-àfrica.
L'hàbitat natural són els canyissars, jonqueres i herbassars generalment prop de rius i aiguamolls així com zones de matoll.

## Comportament
La cistícola de Levaillant es pot veure en parelles, en solitari o en petits grups. Vola entre les herbes a la recerca d'insectes per alimentar-se. És un ocell cantarí i conspicu, que es posa al capdamunt de les herbes altes i joncs des d'on emet el crit d'alarma.

## Reproducció
Nia entre agost i octubre. Construeix un niu amb forma de bola amb una entrada lateral. El fabrica trenant herba i teranyines i folrant l'interior amb fibres vegetals suaus. Generalment el situen a l'interior de les mates d'herba o penjant de branques sobre l'aigua.

## Estat de conservació
És una espècie comuna amb una àrea de distribució gran, estimada en uns 1.400.000 km². Es creu que la mida de la població és gran i que no s'acosta als llindars del criteri de declivi de la llista vermella de la Unió Internacional per a la Conservació de la Natura (UICN) (declivi de més del 30% en deu anys o tres generacions). Per això es classifica com a espècie sota preocupació menor.